# George Kell
George Clyde Kell (Swifton, 23 agosto 1922 – Swifton, 24 marzo 2009) è stato un giocatore di baseball statunitense che ha giocato nel ruolo di terza base nella Major League Baseball (MLB). È stato introdotto nella National Baseball Hall of Fame nel 1983.

## Carriera
Al college, Kell giocò ad Arkansas State dove il campo di baseball, il Tomlinson Stadium–Kell Field, gli è stato intitolato.
Un solido battitore destro e un difensore di alto livello, Kell fu convocato per dieci All-Star Game, ebbe una media battuta sopra .300 nove volte, guidò i terza base della lega in assistenze quattro volte e in fielding percentage sette volte. Il suo unico titolo di miglior battitore nel 1949 (.343), negò a Ted Williams la sua terza Tripla corona. Fino all'ultima settimana di stagione regolare Williams era in vantaggio ma il 2 ottobre 1949, Kell batté con 2 su 3 mentre Williams fece zero su 2. La media finale di Kell fu .3429, quella di Williams .3427. Un anno dopo, Kell batté con .340, guidando la lega con 218 valide e 56 doppi ma perse il titolo di miglior battitore nei confronti del compagno di Williams, il seconda base Billy Goodman. 
Kell concluse la carriera con i Baltimore Orioles (1956–57), dove aiutò l'altro nativo dell'Arkansas e futuro Hall of Famer Brooks Robinson a inserirsi nel ruolo di terza base. Nella sua ultima stagione batté con .297 in 345 turni.
Nel corso della carriera, Kell batté con .306, con 78 fuoricampo, 870 punti battuti a casa, 881 punti segnati, 2054 valide, 385 doppi, 50 tripli e 51 basi rubate.

## Palmarès
- MLB All-Star: 10

1947–1954, 1956, 1957
- Miglior battitore dell'American League: 1

1949